# 本吉郡
本吉郡（日语：／ Motoyoshi gun */?）是宮城縣的一郡。人口30,595人、面積270.43km²（2006年）。
現轄有以下1町。
- 南三陸町